# Świński Kocioł

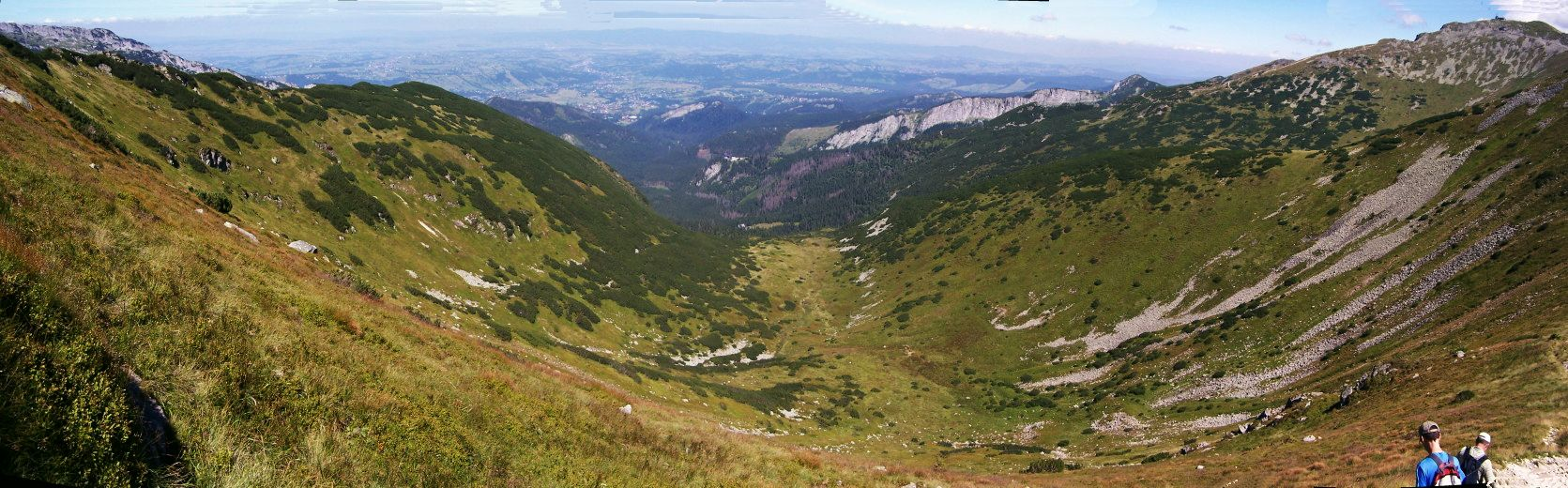
Górne piętro Świńskiego Kotła

Świński Kocioł – kocioł lodowcowy w Dolinie Świńskiej, w polskich Tatrach Zachodnich. Ograniczony jest z trzech stron stokami Pośredniego Goryczkowego Wierchu (1874 m), granią główną pomiędzy nim i Goryczkową Czubą (1913 m) oraz odchodzącym od tej ostatniej Kondratowym Wierchem. Najbardziej strome i skaliste są północno-wschodnie stoki Goryczkowej Czuby. Jest to kocioł dwupiętrowy. Dolne piętro opada progiem do Doliny Goryczkowej; próg ten jest wspólny z sąsiednią Doliną pod Zakosy. Obydwa piętra oddzielone są od siebie progiem o wysokości kilkudziesięciu metrów. Nie ma w nich stawów. Jedynie na górnym, wypełnionym zwałami morenowymi, znajduje się źródło Świńskiego Potoku (na wysokości ok. 1640 m) u podnóża depresji spadającej z Kondrackiego Przechodu. Dolne piętro jest częściowo zupełnie płaskie i niewielki Świński Potok tworzy na nim okresowe rozlewiska i oczka wodne. Przy dłuższych okresach bezdeszczowych potok ten jednak w górnej części wysycha.
Dawniej, gdy Dolina Świńska należała do Hali Goryczkowej, była intensywnie wypasana. Skutkiem tego jest ona niemal całkowicie pozbawiona lasu i kosodrzewiny. Skutkuje to także tym, że z trawiastych stoków spadają do Świńskiego Kotła lawiny. Jednak od czasu zaprzestania pasterstwa kocioł zaczyna stopniowo zarastać kosodrzewiną. Nie prowadzą przez niego znakowane szlaki turystyczne i latem jest to miejsce odwiedzane bardzo rzadko. Zimą jednak dość często zjeżdżają do niego narciarze z Kasprowego Wierchu, bowiem Tatrzański Park Narodowy dopuszcza tutaj uprawianie zimowej turystyki. Ze względu na zagrożenie lawinowe konieczne jest omijanie niebezpiecznego fragmentu, tzw. Szyjki. Narciarze nazywają ten objazd „damskim skrótem”.
Na morenie od dołu zamykającej kocioł znajduje się miejsce startu do slalomu-giganta. Z tego też miejsca aż do Niżniej Goryczkowej Równi poprowadzono pod ziemią kabel przeznaczony do pomiarów czasu. Przy trasie zjazdu zamontowano także czarne skrzynki sędziowskie. Zawody jednak odbywają się tutaj bardzo rzadko.